# Miroslav Škovira
Miroslav Škovira (* 7. November 1973 in Levoča, Tschechoslowakei) ist ein ehemaliger slowakischer Eishockeyspieler, der in verschiedenen europäischen Ligen aktiv war.

## Karriere
Škovira begann seine Karriere in der Saison 1991/92 beim ŠKP PS Poprad in der damaligen Tschechoslowakischen Liga. In den Jahren 1991, 1992 und 1993 war er Mitglied der U18 und U20 tschechoslowakischen Eishockeynationalmannschaft. Bis auf zwei Ausnahmen, 2000/01 spielte er eine Saison in der italienischen Nationalliga A beim HC Bozen und 2003/04 eine Saison in der britischen Eliteliga bei den Manchester Phoenix, spielt er weiterhin beim HK Poprad in der Slowakischen Extraliga. Im Februar 2007 wurde er bis zum Saisonende von den Krefeld Pinguinen für die Deutsche Eishockey Liga verpflichtet.
Miroslav Skovira stand bei der Schweizer Agentur Highflyer Sports Management unter Vertrag, die ihn auch in die DEL zu Krefeld brachte. Dort blieb er allerdings nur wenige Monate und absolvierte lediglich sieben DEL-Spiele. Anschließend wechselte er in die Slowakische Extraliga zurück, wo er folglich für seinen ehemaligen Klub, dem HK Poprad auf dem Eis stand. Zur Saison 2007/08 konnten ihn die Verantwortlichen des Ligarivalen MHK SkiPark Kežmarok von einem Engagement in Kežmarok überzeugen. Zur Saison 2009/10 wechselte er innerhalb der slowakischen Extraliga zu seinem Ex-Club ŠKP PS Poprad.
Ende Januar 2013 folgte der Wechsel nach Italien, wo er kurzzeitig bei der SG Pontebba aus der Serie A1 unter Vertrag stand. Anschließend spielte er für den HK Spišská Nová Ves und MsHK Zilina in der heimischen Extraliga, CG Puigcerdà aus Spanien sowie die Ours de Villard-de-Lans aus der französischen Division 2.

## Erfolge und Auszeichnungen
- 1991 Goldmedaille bei der U18-Junioren-Europameisterschaft
- 1993 Bronzemedaille bei der Junioren-Weltmeisterschaft